# 事故三角

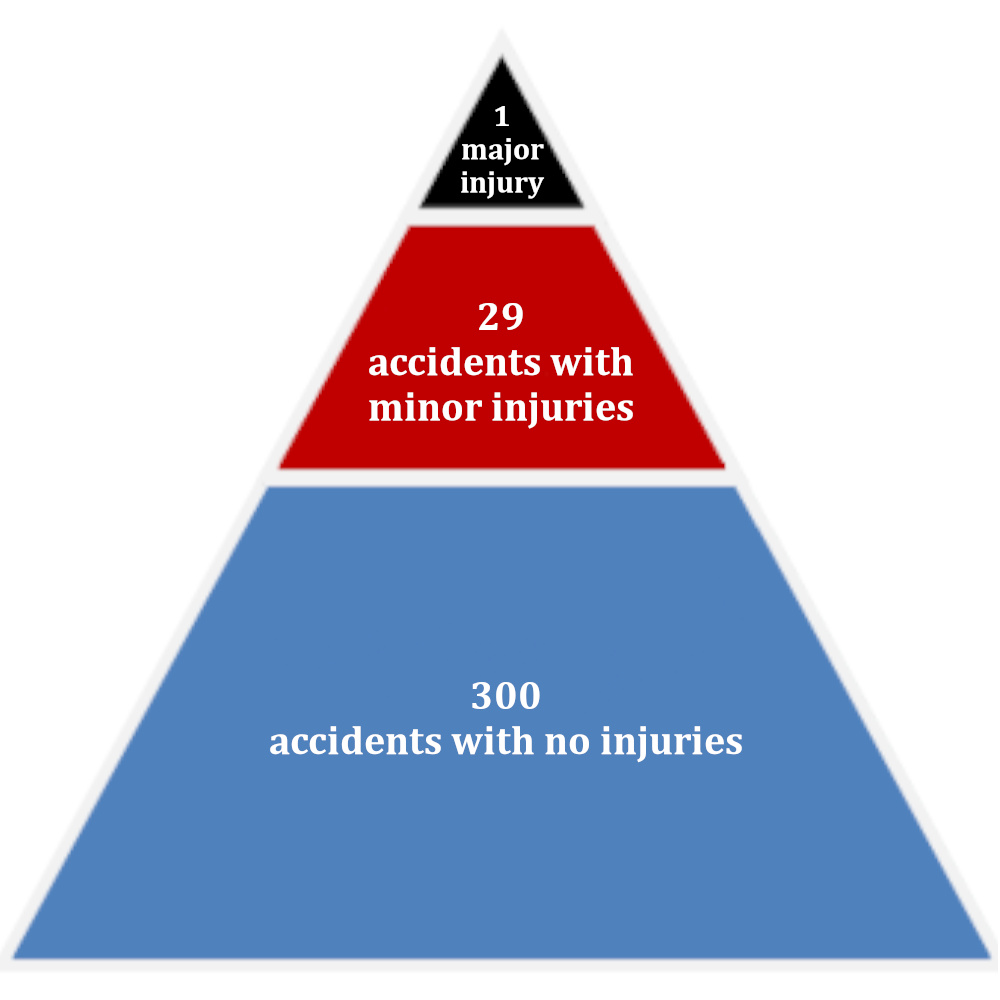
海因里希定律原始比率

事故三角（英語：accident triangle），又称海因里希三角（Heinrich's triangle）或伯德三角（Bird's triangle），是一种工业事故的预防理论。它显示了严重事故(上)、轻微事故(中)和未遂事故(下)之间的关系。该想法指出：如果减少轻微事故的数量，那么严重事故的数量也会相应下降。
该构想最早见于美国商业作家赫伯特·威廉·海因里希于1931年提出的海因里希定律，此后又被弗兰克·E·伯德（Frank E. Bird）等作家更新扩展。而在中文互联网上，该构想被讹传为所谓的“海恩法则”，并张冠李戴到德国物理学家汉斯·冯·奥海恩身上。
如今该构想则常以三角形或金字塔模型方式呈现，并被描述为20世纪工作场所职业健康安全理念的基石。近来，它也因只注重减少轻伤等问题而受到批评。

## 发展
事故三角显示了造成严重伤害、轻伤或无伤害的事故数量之间的关系。1931年，海因里希在他的《工业事故预防：科学方法》一书中首次提出了这种关系。那时，海因里希在一家保险公司担任助理主管，他想避免发生更多严重工业事故。于是，他开始对保险公司档案中的75000多份事故报告以及各个行业场所的记录进行研究。根据这些数据，他提出了1个重大伤害事故、29个轻伤害事故与300个无伤害事故之间的关系。他也得出结论：减少轻微事故的数量，重大事故的数量也会随之下降。这种关系通常以三角形或金字塔的形式图示出来。其后80年，事故三角被广泛应用于工业健康和安全项目，并被描述为健康和安全哲学的基石。海因里希的理论还指出，88%的事故是由于工人的不安全行为造成的。

伯德在1966年提出的扩展事故三角

扩展事故三角理论是1966年由弗兰克·E·伯德基于对近300家公司的170万份事故报告的分析得出的。他制作了一个扩展三角形，以展示1次死亡事故、10次严重事故、30次轻微事故、600次未遂事故以及无数次不安全操作之间的关系。然而，如果并非所有的轻微事故和未遂事故都被报告，将导致三角有一些误差。伯德的数据后来由A.D.斯温(A.D.Swain)在1974年的一项题为《系统安全中的人为因素》的研究中证实。这一理论后来也因伯德和赫尔马因(Germain)在1985年的研究《实用损失控制的领导力》中得到扩展。伯德展示了报告中"险情"数量与重大事故数量之间的关系，并声称大多数事故可以通过适当的干预措施来预测预防。

## 批评
海因里希的三角理论对20世纪的健康和安全文化产生了重大影响，但近来受到了批评。其中一些批评涉及关系中使用的确切数字。2010年，一份与石油和天然气行业有关的报告指出，只有在应用于大型数据集和大量活动数据时，原始数值才能够成立。1991 年的一项研究表明，如果工作场合位于密闭空间中，这种关系明显不同：每10起重伤或死亡都只会有12次轻伤。而20世纪90年代中期一项对英国事故数据的广泛研究则展示了1例死亡、207例重伤、1402例中伤以及2754例轻伤的关系。目前，海因里希的原始文件已丢失，因此他的事故数据无法得到证实。 
美国统计学家愛德華茲·戴明指出，海因里希将人为行为归因于工作场所的理论也是不正确的，事实上，造成大多数事故的罪魁祸首是管理不善的系统。也有人批评该理论将注意力集中在减少小事故上，这导致工作场所主管在规划工作时忽略了更严重但不太可能出现的风险，以便专注于减少更常见但不太严重风险的可能性。2010年的石油和天然气研究报告称，尽管轻微事故大幅减少，但这种态度导致该行业死亡人数较前五到八年有上升趋势。